# Monte Pavlof
El monte Pavlof (en inglés: Pavlof Volcano) es un estratovolcán de la cordillera Aleutiana en la península de Alaska. Ha sido uno de los más activos en los Estados Unidos desde 1980, con erupciones registradas en 1980, 1981, 1983, 1986-1988, 1996-1997, 2007, 2013, dos veces en 2014 y más recientemente en marzo de 2016. La andesita basáltica con SiO2 alrededor del 53% es el tipo de lava más común. El volcán es monitoreado por el Observatorio Volcánico de Alaska, en un programa conjunto del Servicio Geológico de los Estados Unidos (USGS), el Instituto Geofísico de la Universidad de Alaska Fairbanks (UAFGI) y la División de Estudios Geológicos y Geofísicos del Estado de Alaska (ADGGS). Con un puntaje de amenaza de 95,  la amenaza de futuras erupciones se considera alta; gran parte de esa amenaza proviene de la posibilidad de interrupción de las rutas aéreas cercanas por grandes liberaciones de cenizas. Actualmente, la montaña tiene monitoreo básico en tiempo real, pero el USGS desea mejorar la instrumentación en el sitio. La montaña comparte nombre con la cercana Pavlof Sister, que entró en erupción por última vez en 1786.

## Historia volcánica
Después de su erupción en 1996, el volcán entró en un período de letargo, el más largo en el que había estado inactivo desde que se mantuvieron registros de sus erupciones. Este período terminó el 15 de agosto de 2007, con el comienzo de una nueva erupción que involucra disturbios sísmicos y una «erupción vigorosa de lava». Los científicos dijeron que el volcán «podría estar trabajando hacia una erupción masiva que podría afectar el transporte aéreo, pero no se esperaba que amenazara a ninguno de los pueblos en el área». La erupción terminó el 13 de septiembre. Volvió a erupcionar el volcán el 13 de mayo de 2013, pero la actividad disminuyó mucho antes del 3 de julio de 2013, y el 8 de agosto de 2013, el nivel actual de alerta de los volcanes reducido a NORMAL y el Código de color de aviación actual reducido a VERDE.
Una erupción de bajo nivel comenzó el 31 de mayo de 2014. El 2 de junio se intensificó la actividad sísmica y los funcionarios elevaron el nivel de alerta de «Vigilancia» a «Advertencia» y el código de color de aviación de «Naranja» a «Rojo» después de los pilotos en el área reportó una pluma de ceniza que alcanzó hasta 22,000 pies sobre el nivel del mar.
Una nueva erupción comenzó el 27 de marzo de 2016, enviando una nube de ceniza a 37,000 pies sobre el nivel del mar, extendiéndose 400 millas al NE. El volcán dio 25 minutos de advertencia antes del inicio de la erupción. El nivel de alerta se elevó a «Advertencia» y el código de color de la aviación se elevó a «Rojo», que indica la erupción entrante con altos niveles de ceniza. El pueblo cercano de Nelson Lagoon fue cubierto con tefra durante la poderosa erupción. El volcán dejó de emitir nubes de cenizas el 31 de marzo de 2016.